# Перальт, Шарлемань
Шарлемань Массена Пера́льт (фр. Charlemagne Masséna Péralte; 1886 — 1 ноября 1919) — гаитянский военный деятель, один из основоположников повстанческого движения против американской оккупации Гаити.

## Биография
Был доминиканского происхождения (фамилия Перальт — от испанской фамилии Перальта).
В 1915 году вступил в армию и был командующим военным округом Леоган на Гаити. В июле 1915 года для защиты интересов американских корпораций, по приказу президента США Вудро Вильсона, в столице Гаити Порт-о-Пренсе высадили 330 морских пехотинцев. После оккупации он отказался подчиниться американцам и сдать свой округ и начал повстанческую войну против них.
К 1918 году повстанческая армия Перальта достигла 15 тысяч человек и начала проводить боевые операции против американцев. В 1919 году Перальт со своей армией предпринял попытку штурма Порт-о-Пренса и свержения американского ставленника Дартигенава. В октябре 1919 года он попал в засаду и 1 ноября был казнён американскими морскими пехотинцами. Лейтенант Герман Ханнекен и капрал Уильям Роберт Баттон, участвовавшие в его захвате, были награждены Медалью Почёта за поимку «главного бандита Гаити».
В 1935 году после прекращения оккупации было обнаружено его тело. Мать Перальта опознала его исключительно по золотому зубу. Его останки были перезахоронены в Кап-Аитьен, могила сохранилась до наших дней.
После 1994 года портрет Перальта изображается на гаитянских монетах.